# Wierzysko-Leśnictwo
Wierzysko-Leśnictwo (kaszb. Wierzëska lub też Wierziska, Wierzëskô Karczma, niem. Wierschisken, dawniej Wierzisken Krug, Wierzyskowa) – osada kaszubska w Polsce położona w województwie pomorskim, w powiecie kościerskim, w gminie Kościerzyna na Pojezierzu Kaszubskiem nad zachodnim brzegiem jeziora Wierzysko przy drodze wojewódzkiej nr 214. Osada wchodzi w skład sołectwa Szarlota. Na południe od miejscowości znajduje się rezerwat ptasi Czapliniec w Wierzysku.
W latach 1975–1998 miejscowość administracyjnie należała do województwa gdańskiego.